# کوین میتنیک

## اوایل زندگی و تحصیلات
میتنیک در ۱۵ مرداد ۱۳۴۲ در ون نایز، کالیفرنیا به دنیا آمد. پدرش آلن میتنیک، مادرش شلی جافه و مادربزرگ مادریش ربا وارتانیان نام داشت. او در لس آنجلس، کالیفرنیا بزرگ شد. در سن 12 سالگی، میتنیک یک راننده اتوبوس را متقاعد کرد که به او بگوید از کجا می‌تواند یک پانچ بلیت برای «پروژه مدرسه» بخرد، و سپس با استفاده از برگه‌های حمل‌ونقل بلااستفاده که در زباله‌دان نزدیکی گاراژ شرکت اتوبوسرانی پیدا کرد، توانست سوار هر اتوبوسی در منطقه بزرگ لس‌آنجلس شود.
میتنیک در دبیرستان جیمز مونرو در نورث هیلز تحصیل کرد. در طی این مدت او یک اپراتور رادیویی تازه‌وارد دارای مجوز با شناسه تماس WA6VPS شد (مجوز وی پس از زندانی شدن با شناسه تماس N6NHG جایگزین شد). او پس از تماشای فیلم سه روز کرکس نام مستعار «کندور» را برگزید. او بعداً در کالج پیرس لس آنجلس و دانشگاه کالیفرنیای جنوبی ثبت نام کرد.

## حرفه
برای مدتی، میتنیک به عنوان مسئول پذیرش برای معبد استفان وایز در لس آنجلس کار کرد.

### هک رایانه‌
میتنیک در سال ۱۳۵۷، در ۱۶ سالگی، زمانی که یکی از دوستانش شماره تلفن شرکت Ark، سیستم رایانه‌ای را که شرکت تجهیزات دیجیتالی برای توسعه نرم افزار سیستم عامل RSTS/E از آن استفاده می کرد، به او داد، دسترسی غیرمجاز به شبکه کامپیوتری پیدا کرد. او به شبکه کامپیوتری شرکت تجهیزات دیجیتالی نفوذ کرد و نرم افزار شرکت را کپی کرد، جرمی که در سال ۱۳۶۶ به آن متهم و مجرم شناخته شد. او به ۱۲ ماه زندان و سپس ۳ سال آزادی تحت نظارت محکوم شد. در اواخر تحت نظارت خود، میتنیک کامپیوترهای پست صوتی Pacific Bell را هک کرد. پس از صدور حکم بازداشت، میتنیک فرار کرد و به مدت دو سال و نیم فراری شد.
به گفته وزارت دادگستری ایالات متحده، میتنیک زمانی که فراری بود به ده‌ها شبکه کامپیوتری دسترسی غیرمجاز پیدا کرد. او از تلفن های همراه شبیه سازی شده برای مخفی کردن مکان خود استفاده کرد و از جمله، از نرم افزارهای اختصاصی ارزشمند برخی از بزرگترین شرکت های تلفن همراه و کامپیوتر در کشور کپی گرفت. میتنیک همچنین رمزهای عبور رایانه‌ها را رهگیری و سرقت کرد، شبکه‌های کامپیوتری را تغییر داد و به ایمیل‌های خصوصی دسترسی پیدا کرد و آن‌ها را خواند.

### دستگیری، محکومیت و حبس
پس از یک تعقیب و گریز عمومی، اداره تحقیقات فدرال، میتنیک را در ۲۶ بهمن ۱۳۷۳ در آپارتمانش در رالی، کارولینای شمالی، در مورد جرایم فدرال مربوط به یک دوره دو و نیم ساله هک رایانه که شامل کلاهبرداری رایانه‌ای و سیمی می شود، دستگیر کرد؛ همچنین او با چندین تلفن همراه شبیه سازی شده، بیش از 100 کد تلفن همراه شبیه سازی شده و چندین مدارک شناسایی جعلی دستگیر شد.
در آذر ۱۳۷۶، وب سایت یاهو هک شد و پیامی برای آزادی میتنیک نمایش داده شد. طبق این پیام، تمام بازدیدکنندگان اخیر سایت یاهو به یک کرم رایانه‌ای آلوده شده بودند که در روز کریسمس تمام رایانه‌های آن‌ها تخریب می‌شود مگر اینکه میتنیک آزاد شود. یاهو ادعاها را به عنوان یک حقه رد کرد و گفت که این کرم وجود ندارد.
میتنیک به ۱۴ فقره کلاهبرداری سیمی، ۸ فقره در اختیار داشتن دستگاه هایی با دسترسی غیرمجاز، رهگیری ارتباطات سیمی یا ارتباطات الکترونیکی، دسترسی غیرمجاز به رایانه فدرال و آسیب رساندن به دیگر رایانه‌ها متهم شد.
او مبتلا به سندرم آسپرگر تشخیص داده شد، اما در محاکمه او، به عنوان مدرک مورد استفاده قرار نگرفت. در سال ۱۳۷۸، میتنیک به ۴ فقره کلاهبرداری شبکه‌های سیمی، ۲ فقره کلاهبرداری رایانه‌ای، و ۱ فقره رهگیری غیرقانونی یک ارتباط سیمی، به عنوان بخشی از توافقنامه ای در دادگاه منطقه ای ایالات متحده برای ناحیه مرکزی کالیفرنیا در لس آنجلس، مجرم شناخته شد. او به دلیل نقض مفاد حکم آزادی تحت نظارت خود در سال ۱۳۶۸ به دلیل کلاهبرداری رایانه ای به ۴۶ ماه زندان به علاوه ۲۲ محکوم شد. او اعتراف کرد که با هک کردن پست صوتی Pacific Bell و سایر سیستم‌ها و ارتباط با هکرهای رایانه‌ای شناخته شده، در این مورد، لوئیس دی پین، شرایط تحت نظارت را نقض کرده است.
میتنیک پنج سال را در زندان گذراند - چهار سال و نیم در محاکمه اولیه و هشت ماه در سلول انفرادی، زیرا به گفته میتنیک، مقامات اجرای قانون قاضی را متقاعد کردند که او توانایی "شروع جنگ هسته ای را تنها با یک تلفن زدن" دارد، به این معناست که مجری قانون به قاضی گفته است که او می تواند به نوعی از طریق تلفن عمومی از زندان، مودم NORAD (فرماندهی دفاع هوافضای آمریکای شمالی) را شماره گیری کند و با سوت زدن برای پرتاب موشک های هسته ای با مودم ارتباط برقرار کند. علاوه بر این، تعدادی از رسانه ها از در دسترس نبودن وعده های غذایی و آشامیدنی حلال در زندانی که او در آن زندانی بود، گزارش دادند.
میتنیک در ۱ بهمن ۱۳۷۸ آزاد شد. در طول آزادی تحت نظارت او که در ۱ بهمن ۱۳۸۱ به پایان رسید، در ابتدا از استفاده از هرگونه فناوری ارتباطی به غیر از تلفن ثابت منع شد. بر اساس این قرارداد، مطابق با قوانین Son of Sam law میتنیک همچنین از سود بردن از فیلم‌ها یا کتاب‌های مبتنی بر فعالیت‌های جنایتکارانه‌اش به مدت هفت سال منع شد.
در آذر ۱۳۸۰، یک قاضی کمیسیون ارتباطات فدرال (FCC) حکم داد که میتنیک به اندازه کافی مورد اعتماد است تا مجوز رادیو آماتور صادر شده توسط فدرال را داشته باشد.

### جنجال
فعالیت‌های مجرمانه، دستگیری و محاکمه میتنیک، همراه با روزنامه‌نگاری‌های مرتبط، همگی بحث‌برانگیز بودند. اگرچه میتنیک به دلیل کپی غیرقانونی نرم‌افزار مجرم شناخته شد، حامیان او استدلال می‌کنند که مجازات او بیش از حد بوده و بسیاری از اتهامات علیه او تقلبی بوده است و بر اساس ضررهای واقعی نیست.
جان مارکوف و تسوتومو شیمومورا، که هر دو بخشی از تعقیب‌کنندگان میتنیک بودند، کتاب پایین آوردن (Takedown) را درباره دستگیری او نوشتند.
پرونده علیه میتنیک قوانین جدیدی را که برای مقابله با جرایم رایانه ای وضع شده بود آزمایش کرد و آگاهی عمومی را در مورد امنیت رایانه های شبکه ای افزایش داد. با این حال، این جنجال همچنان پابرجاست و داستان میتنیک اغلب امروز به عنوان نمونه ای از تأثیری که روزنامه‌ها و سایر رسانه‌ها می توانند بر مقامات اجرای قانون داشته باشند ذکر می شود.

### مشاوره
پس از آزادی در سال ۱۳۷۹، میتنیک مشاور امنیتی، سخنران عمومی و نویسنده شد. او مشاوره‌های امنیتی برای انجام خدمات تست نفوذ انجام می‌داد و کلاس‌های مهندسی اجتماعی را به شرکت ها و سازمان های دولتی تدریس کرد. او Mitnick Security Consulting LLC را اداره می‌کرد، یک مشاور امنیت رایانه و مالک بخشی از KnowBe4، ارائه‌دهنده یک پلتفرم یکپارچه برای آموزش آگاهی از امنیت و آزمایش فیشینگ شبیه‌سازی شده، و همچنین یکی از اعضای فعال هیئت مشاوران در Zimperium، شرکتی که سیستم پیشگیری از نفوذ سیار را توسعه می‌دهد. او در لاس وگاس، نوادا اقامت داشت.

## مرگ
کوین میتنیک در ۲۵ تیر ۱۴۰۲ بر اثر سرطان سرطان لوزالمعده در سن 59 سالگی در بیمارستانی در پیتسبورگ، پنسیلوانیا درگذشت. در زمان مرگ، او ازدواج کرده بود و همسرش اولین فرزندش را باردار بود.

## رسانه‌ها
در سال ۱۳۷۹، اسکیت اولریش و راسل وونگ به ترتیب نقش میتنیک و تسوتومو شیمومورا را در فیلم Track Down (معروف به Takedown در خارج از ایالات متحده) که بر اساس کتاب Takedown نوشته جان مارکوف و شیمومورا ساخته شده بود، بازی کردند. همچنین دی‌وی‌دی فیلم نیز در شهریور ۱۳۸۳ منتشر شد.
میتنیک همچنین در مستند ورنر هرتسوک به نام ببین، خیال‌اندیشی جهان به هم متصل را ظاهر شد.

## کتاب‌ها

### نوشته شده توسط میتنیک
میتنیک با همکاری ویلیام ال. سایمون و رابرت واموسی، چهار کتاب نوشته است؛ سه کتاب در مورد امنیت کامپیوتر و یک کتاب درباره زندگینامه خودش:
- (۱۳۸۱) هنر فریب: کنترل امنیت عنصر انسانی
- (۱۳۸۳) هنر نفوذ: داستانهای واقعی درباره سوء استفاده هکرها، متجاوزان و فریبکاران
- (۱۳۸۸) روح در سیم‌ها: ماجراهای من به عنوان تحت تعقیب ترین هکر جهان
- (۱۳۹۵) هنر نامرئی بودن

### تایید شده توسط میتنیک
(۱۳۷۴) بازی فراری: آنلاین با کوین میتنیک و جاناتان لیتمن